# Technomyrmex wheeleri
Technomyrmex wheeleri is een mierensoort uit de onderfamilie van de Dolichoderinae. De wetenschappelijke naam van de soort is voor het eerst geldig gepubliceerd in 1913 door Emery.